# Notker Schneider
Notker Schneider (* 7. Dezember 1957 in Köln; † 30. August 2021 in Engelskirchen) war ein deutscher Mediävist, Philosoph und Hochschullehrer.

## Leben
Notker Schneider besuchte das Hölderlin-Gymnasium in Köln-Mülheim, wo er 1976 das Abitur ablegte. Er wurde 1988 mit einer Arbeit über Die Kosmologie des Franciscus de Marchia: Texte, Quellen und Untersuchungen zur Naturphilosophie des 14. Jahrhunderts an der Universität zu Köln promoviert. In dieser Studie wurden erstmals ungedruckte Schriften und Traktate von und über Franciscus de Marchia aus dem Archiv des Vatikans herangezogen.
Er hatte ab 2005 eine Professur für Philosophische Anthropologie an der Fakultät für Angewandte Sozialwissenschaften der Technischen Hochschule Köln inne. Sein Arbeitsgebiet waren insbesondere Fragen der Erkenntnistheorie, der Interkulturalität und der Geschlechterverhältnisse.
Notker Schneider war Mitglied der Partei Bündnis 90/Die Grünen und vertrat seine Partei im Gemeinderat von Engelskirchen.

## Schriften (Auswahl)
- Die Kosmologie des Franciscus de Marchia. Texte, Quellen und Untersuchungen zur Naturphilosophie des 14. Jahrhunderts. Brill, Leiden, New York, Kopenhagen, Köln 1991 (Studien und Texte zur Geistesgeschichte des Mittelalters, Bd. 28), ISBN 90-04-09280-3.
- (Hrsg.) Philosophie aus interkultureller Sicht / Philosophy from an Intercultural Perspective. Rodopi, Amsterdam, Atlanta, GA 1999 (Studien zur interkulturellen Philosophie, Bd. 7), ISBN 90-420-0251-4.
- (Hrsg.) Heinz Hülsmann: Läufige Zeichen. Vorlesungen aus dem Nachlaß. Mit einem Nachwort von Wilhelm Berger, Profil, München, Wien 1999, ISBN 978-3-89019-449-3.
- Geschlechtergerechtigkeit / Gender Justice. Philosophische Perspektiven / Philosophical Perspectives. In: Gruppendynamik und Organisationsberatung 42 (2011), H. 2, S. 135–149 (Web-Ressource).
- Vernunft und Gefühl – Philosophische Überlegungen zu einem schwierigen Verhältnis. In: Internationale Zeitschrift für Philosophie und Psychosomatik (IZZP) 1 (2018) (Web-Ressource).